# مسرشمیت پی.۱۱۱۱
مسرشمیت پی. ۱۱۱۱ (به انگلیسی: Messerschmitt P.1111) یک هواگرد ساختِ کارخانهٔ مسرشمیت در کشور آلمان است. نخستین استفاده‌کنندهٔ این هواپیما نیروی هوایی آلمان نازی بوده‌است.